# Burlington Arcade
La Burlington Arcade è una galleria commerciale di Londra, che collega Bond Street a Piccadilly, passando per i Burlington Gardens (donde il nome). La struttura, costruita per la «vendita di gioielli e accessori alla moda, per la gratificazione del pubblico», rappresenta l'archetipo della galleria commerciale e dei moderni centri commerciali.

## Storia
La galleria fu commissionata da Lord George Cavendish (fratello del V duca di Devonshire), che ottenne in eredità la contigua Burlington House, all'architetto Samuel Ware; l'inaugurazione avvenne il 20 marzo 1819. Si trattava di un passaggio con copertura in ferro e vetro, con 72 spazi commerciali laterali, oggi ridotti a circa 40 unità, di due piani ciascuno. La poderosa uscita su Piccadilly, in particolare, venne rimaneggiata nel Novecento in stile manierista vittoriano.
La galleria, che per la massiccia presenza di locali eleganti ha rappresentato sin dall'inaugurazione la sede di ritrovo della aristocrazia londinese, è sorvegliata da un gruppo di guardiani, detti «Beadles». I Beadles, che al 2015 risultano essere quattro, si vestono secondo la moda settecentesca, con il tradizionale soprabito ed un cappello a cilindro; sia il loro vestiario che il loro comportamento continuano a riflettere quello dei Beadles di Lord George Cavendish, tutti appartenenti al reggimento 10° Ussari. I Beadles vietano il pubblico generale a cantare, fischiare, correre o portare ombrelli aperti o grandi pacchetti nella galleria. 
Nel corso del Novecento, la galleria ha sempre avuto un'atmosfera austera, idilliaca, intaccata solo dalla clamorosa rapina del 1964, in cui sei uomini mascherati fecero irruzione a bordo di una Jaguar Mark X per poi sostare in prossimità del punto vendita Goldsmiths and Silversmiths, dove si sono appropriati di gioielli di altissimo valore, con un danno totale quantificato a circa 35,000 sterline. La galleria è lo scenografico set di numerosissimi film; tra le varie pellicole qui girate, Giochi di potere, La carica dei 101 - Questa volta la magia è vera, e Scandal - Il caso Profumo.
La struttura del Burlington Arcade è stata il modello di ispirazione per molti altri passaggi coperti e gallerie commerciali in tutto il mondo: tra gli esempi più celebri di ispirazione vi sono la galleria Vittorio Emanuele II di Milano, la galleria Umberto I di Napoli, e le Gallerie Reali di Sant'Uberto di Bruxelles.